# Lepidosaphes novozealandica
Lepidosaphes novozealandica är en insektsart som beskrevs av Green 1929. Lepidosaphes novozealandica ingår i släktet Lepidosaphes och familjen pansarsköldlöss. Inga underarter finns listade i Catalogue of Life.